# Křižanovice (przystanek kolejowy)
Křižanovice – przystanek kolejowy w Křižanovicach, w kraju południowomorawskim, w Czechach. Znajduje się na wysokości 215 m n.p.m..
Jest obsługiwany przez České dráhy, zarządzany przez Správę železnic. Na przystanku nie ma możliwości zakupu biletów, a obsługa podróżnych odbywa się w pociągu. 

## Linie kolejowe
- 340 Brno – Trenčianska Teplá